# Love in Us All
Love in Us All est un album du saxophoniste de jazz Pharoah Sanders enregistré en 1972 et 1973. Il est sorti en 1974 sur le label Impulse!.
Albums de Pharoah Sanders
Elevation
(1973) Pharoah
(1977)

## Titres
Toutes les chansons sont écrites et composées par Pharoah Sanders.
| 1.    | Love is Everywhere | 19:52 |
| 2.    | To John            | 20:42 |
| 40:34 |                    |       |

## Musiciens
- Pharoah Sanders – saxophone ténor, flute
- Joe Bonner – piano
- Cecil McBee – contrebasse
- Norman Connors – batterie
- Lawrence Killian, James Mtume, Badal Roy - percussions